# كريستوفر جونير
كريستوفر جونير (بالنرويجية البوكمول: Kristoffer Joner)‏ هو ممثل نرويجي من مواليد 19 سبتمبر، 1972 في ستافانغر، النرويج.

## الأعمال
- العائد : 2015
- الموج : 2015

## وصلات خارجية
- كريستوفر جونير على موقع IMDb (الإنجليزية)
- كريستوفر جونير على موقع قاعدة بيانات الأفلام العربية
- كريستوفر جونير على موقع ألو سيني (الفرنسية)
- كريستوفر جونير على موقع ميوزك برينز (الإنجليزية)
- كريستوفر جونير على موقع أول موفي (الإنجليزية)
- كريستوفر جونير على موقع قاعدة بيانات الأفلام السويدية (السويدية)
- كريستوفر جونير على موقع قاعدة بيانات الفيلم (الإنجليزية)
- كريستوفر جونير على موقع كينوبويسك (الروسية)